# Kabinett Hoegner I
Das Kabinett Hoegner I bildete vom 28. September 1945 bis zum 16. Dezember 1946 die Staatsregierung des Freistaates Bayern. Ebenso wie zuvor schon das Kabinett Schäffer ist die Regierung Hoegner von der amerikanischen Besatzungsmacht eingesetzt worden. In der konstituierenden Sitzung des neu gewählten ersten Bayerischen Landtags am 16. Dezember 1946 trat Hoegner als Ministerpräsident zurück, was gemäß der neuen Verfassung des Freistaates Bayern den Rücktritt der gesamten Staatsregierung zur Folge hatte. Das Kabinett Hoegner führte die Amtsgeschäfte bis zur Bildung der Regierung Ehard am 21. Dezember 1946 weiter.
| Amt                                    | Name                                 | Partei    | Staatssekretäre                                          | Partei    |
| -------------------------------------- | ------------------------------------ | --------- | -------------------------------------------------------- | --------- |
| Ministerpräsident                      | Wilhelm Hoegner                      | SPD       | Anton Pfeiffer Leiter der Staatskanzlei bis 3. Juli 1946 | CSU       |
| Ministerpräsident                      | Wilhelm Hoegner                      | SPD       | Hans Kraus Leiter der Staatskanzlei ab 4. Juli 1946      | CSU       |
| Stellvertreter des Ministerpräsidenten | Albert Roßhaupter                    | SPD       | –                                                        | -         |
| Inneres                                | Josef Seifried                       | SPD       | Ludwig Ficker                                            | KPD       |
| Justiz                                 | Wilhelm Hoegner                      | SPD       | Hans Ehard                                               | CSU       |
| Finanzen                               | Fritz Terhalle                       | parteilos | Hans Müller                                              | CSU       |
| Wirtschaft                             | Ludwig Erhard                        | parteilos | Georg Fischer 17. Januar bis 8. Juni 1946                | KPD       |
| Landwirtschaft und Forsten             | Joseph Baumgartner                   | CSU       | Richard Scheringer November bis Dezember 1945            | KPD       |
| Landwirtschaft und Forsten             | Joseph Baumgartner                   | CSU       | Ewald Thunig 7. Januar bis 3. März 1946                  | KPD       |
| Landwirtschaft und Forsten             | Joseph Baumgartner                   | CSU       | Wilhelm Niklas                                           | CSU       |
| Verkehr                                | Michael Helmerich ab 9. Februar 1946 | CSU       | Josef Waldhäuser 14. Februar bis 15. Dezember 1946       | SPD       |
| Unterricht und Kultus                  | Franz Fendt                          | SPD       | Hans Meinzolt                                            | parteilos |
| Arbeit und Soziale Fürsorge            | Albert Roßhaupter                    | SPD       | Heinrich Krehle                                          | CSU       |
| Sonderminister                         | Heinrich Schmitt bis 1. Juli 1946    | KPD       | -                                                        | -         |
| Sonderminister                         | Anton Pfeiffer ab 3. Juli 1946       | CSU       | –                                                        | -         |